# Turmequé
Turmequé est une municipalité située dans le département de Boyacá, en Colombie.